# 米科拉伊夫卡 (巴爾溫科韋市鎮)
48°51′3″N 36°53′5″E / 48.85083°N 36.88472°E
米科拉伊夫卡（烏克蘭語：Миколаївка）是位於烏克蘭東部的村莊，由哈爾科夫州伊久姆區的巴爾溫科韋市鎮負責管轄。該村始建於1923年，面積0.29平方公里，海拔高度109米，2001年人口48，人口密度每平方公里165.5人。